# Kremasta
Jezero Kremasta (Grčki: Λίμνη Κρεμαστών Limni Kremaston) je najveće umjetno jezero u Grčkoj. 
Brana na rijeci Ahelos koja je najveći pritok jezera, dovršena je 1969. i u jezero Kremasta slile su se vode Ahelosa i manjih rijeka; Agrafiotisa, Megdove (Tavroposa) i Trikeriotisa. Jezero ima kapacitet od 4,700,000,000 m³ vode, maksimalna dubina jezera je 51,6 m. Jezero je izgrađeno radi sprječavanja poplava koje je ranije Ahelos često imao, i za izgradnju hidroelektrane. Hidroelektrana na jezeru Kremasta je najveća u Grčkoj sa svojih 437.2 MW instalirane snage, građena je od 1961. – 1965., danas je u vlasništvu Grčke elektroprivrede (DEH A.E.).
Jezero Kremasta se nalazi na granici prefektura Etolija-Akarnija i Euritanija, preko jezera vode dva mosta, kod naselja Tatarne i Episkopija, koja povezuju dvije prefekture.
Jezero Kremasta ima vrlo nepravilnu izduljenu formu, s puno fjordova i malih otoka. Uz obale jezera sada leže gradići;  Parakampilija i Inakos u Prefekturi Etolija-Akarnija, te Aperantija, Fragkista, Viniani, Karpenisi i Prusos u Prefekturi Euritaniji.

## Vanjske poveznice
- Jezero Kremasta (grč.)